# José Alberto Benítez
José Alberto Benítez Román (Chiclana de la Frontera, 14 novembre 1981) è un ex ciclista su strada spagnolo.

## Palmarès

### Strada
- 2003 (Saunier Duval Under-23, una vittoria)

1ª tappa Volta a Portugal do Futuro (Maia > Fafe)
- 2004 (Saunier Duval Under-23, due vittorie)

1ª tappa Volta a Coruña (Carnota > Carnota)
3ª tappa Vuelta a Tenerife (San Cristóbal de La Laguna > Santiago del Teide)
- 2005 (Spiuk-Semar, una vittoria)

1ª tappa - parte a Vuelta Ciclista a León (San Andrés del Rabanedo > Villablino)
- 2008 (Scott-American Beef, due vittorie)

4ª tappa Vuelta Mexico (Guadalajara > Guadalajara)
5ª tappa Vuelta Mexico (Zamora de Hidalgo > Morelia)

#### Altri successi
- 2007 (Saunier Duval-Prodir)

Classifica scalatori Vuelta a Andalucía
- 2008 (Saunier Duval-Prodir)

Classifica scalatori Presidential Cycling Tour of Turkey
- 2009 (Fuji-Servetto)

Classifica traguardi volanti Vuelta a Andalucía
- 2011 (Andalucía-Caja Granada)

Classifica scalatori Route du Sud

## Piazzamenti

### Grandi Giri
- Giro d'Italia

2008: 106º
- Tour de France

2010: 145º
- Vuelta a España

2006: 101º
2010: 75º
2011: 130º

### Classiche monumento
- Milano-Sanremo

2008: 83º
- Liegi-Bastogne-Liegi

2006: ritirato
2007: 81º
- Giro di Lombardia

2006: ritirato
2007: 33º

### Competizioni mondiali
- Campionati del mondo

Verona 1999 - In linea Junior: 83º